# 北摩根鎮區 (密蘇里州戴德縣)
北摩根鎮區（英語：North Morgan Township）是位於美國密蘇里州戴德縣的一個行政鎮區。

## 地方資料
北摩根鎮區的面積為62.74平方千米，當中陸地面積為53.72平方千米，而水域面積為9.02平方千米。根據2020年美國人口普查的數據，當地共有人口204人，而人口密度為每平方千米3.25人。